# 莫蘭特群島

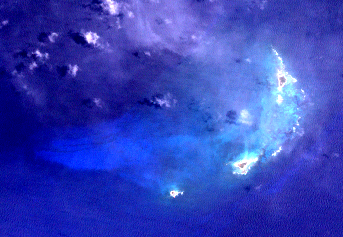

莫蘭特群島是牙買加的群島，位於加勒比海，距離該國大陸51公里，由4個島嶼組成，總面積0.16平方公里，群島上無人居住，漁民定期到該群島收集海鳥蛋和鳥糞。

## 外部連結
- Sailing Directions, Caribbean Sea, Vol. I （页面存档备份，存于）
- Gazetteer: Geographic Names of Jamaica